# Paracedicus geshur
Paracedicus geshur is een spinnensoort uit de familie van de Desidae.
De wetenschappelijke naam van de soort werd in 2007 gepubliceerd door Gershom Levy.